# Саборна црква у Лесковцу
Саборна црква Свете Тројице је саборни храм који припада Епархији нишкој Српске православне цркве и налази се у центру Лесковца. Представља један од најзначајнијих сегмената градитељског наслеђа Лесковца и представља непокретно културно добро као споменик културе.
Црква се налази у централном простору дворишта захваћеног улицама 7. јула и учитеља Јосифа, у непосредној близини старе цркве Свете Богородице (Оџаклије). Тиме цео црквени комплекс поприма карактер споменичке целине.
У црквеној крипти чувају се мошти народног трибуна Ђорђа Цекића Лешњака, који је био један од вођа Топличког устанка, као и гробови највећих приложника Јелене и Петра Илића.

## Подизање цркве
Главни иницијатор изградње нове цркве био је Стојан Николић још 1914. године, када је био изабран за председника општине Лесковац. Њему се придружио и просветни надзорник и лесковачки учитељ Сретен Илић, који је почео да прикупља средства за подизање храма. Међутим, Први светски рат прекинуће започету идеју. Након завршетка Првог светског рата, 24. новембра 1919. године, на конференцији којој су присуствовали сви виђенији грађани Лесковца, одлучено је да се започне изградња и да се за то затражи благослов епископа нишког Доситеја. На трећи дан Духова 1920. године, прота Милун Стојадиновић саопштио је грађанима да је добијен благослов епископа и одобрена градња цркве. Прва средства за изградњу храма прикупљена су продајом црквених дућана.
Цркву је у Министарству грађевина пројектовао руски архитекта Василиј Михаилович Андосов. Изградњу темеље и крипте храма прихватио је протомајстор Риста Станковић из Брода. Дана 8. јуна 1922. године извршено је освећење места на коме ће бити подигнута црква, а 15. октобра исте године освећени су темељи. Краљ Александар Карађорђевић и краљица Марија даривали су 10 000 динара за изградњу цркве. Због велике економске кризе, настале након Првог светског рата, изградња храма је стала 1925. године. До тада били су подигнути зидови храма, стубови, кубе и кров. Продајом гробних места код храма светог пророка Илије у Лесковцу, прикупљена су средства за наставак изградње, који је започео 1926. године. 
Године 1927. одбор за изгрању храма био је приморан да прода обвезнице ратне одштете и обвезнице државног зајма. Од тог новца подигнути су крстови, постављена столарија на храму, а делимично и урађена фасада. Ови радови су, по ко зна који пут, поново исцрпели сва средства. Исте године, појавила се породица преминулог Петра К. Илића, текстилог фабриканта из Лесковца, која је храму даривала 250 000 динара, под условом да се Петар Илић сахрани у старој цркви. Понуда је прихваћена и радови су настављени. У Саборној цркви се налази и спомен плоча са именима свештеника које су побили Бугари у Првом светском рату. Храм је живописао руски уметник Андреј Биценко. Живописање храма коштало је 71 000 динара, а целокупан износ даривала је Јелена Илић. 
Године 1929. комплетно су завршени стубови, као и иконостас који је израђен у Далмацији, а израдио га је Антон Франк у рељефу од мермера. Направљена су и два мала параклиса на северној и јужној галерији и иконе на иконостасу. 1930. године столар из Лесковца Војислав Стојановић урадио је 38 стасидија. 1931. године, одбор је приморан да узме зајам од лесковачке Централне банке. Исте године 31. августа Комисија за пријем зграда издала је решење о исправности и употребљивости нове цркве. У недељу 20. септембра 1931. године, уочи празника Рођења Пресвете Богородице, црква је освећена, руком патријарха српског Варнаве Росића, уз саслужење епископа нишког господина Доситеја Васића. Освећењу храма пристуствовао је и краљ Александар Карађорђевић са пратњом. 
Летопис лесковачке Цркве написао је прота Тодор Стојменовић. Црквени конак је подигнут и освећен 1937. године. На Цркви су 2000. године извршени конзерваторско- рестаураторски радови. Ограда око храма подигнута је 1940. године.

## Архитектонске карактеристике
Основа храма је приближно квадратног облика, решен по систему развијеног равнокраког уписаног крста са пет купола. Централно решење, са доминантним витким кубетом над средишњим делом наоса и четири мања на угловима, посебно долазе до изражаја у спољњем изгледу храма. То у самој маси већ остварује одређену асоцијацију на српске средњовековне споменике тако да храм у себи носи основне карактеристике са обележјем српско-византијске архитектуре. Храм карактерише богата декорација портала и бифоре под лучним забатима. Принцип поштовања строге симетрије спроведен у спољашњој композицији, примењен је и на њену унутрашњост.
Иако је често описиван као копија цркве манастира Грачанице, заједничко са овом велелепном Милутиновом задужбином само је у примени петокуполног система и и доминантној улози главног кубета.
Црква Св. Тројице може се окарактерисати као спој моравске декоративности и китњастости, косовско-метохијске елевације са пет кубета и најмање присутних рашких елемената у пластици и облику портала.